# Santa Rosa Temascatío
Santa Rosa Temascatío är en ort i Mexiko.   Den ligger i kommunen Irapuato och delstaten Guanajuato, i den centrala delen av landet, 270 km nordväst om huvudstaden Mexico City. Santa Rosa Temascatío ligger 1 860 meter över havet och antalet invånare är 510.
Terrängen runt Santa Rosa Temascatío är platt västerut, men österut är den kuperad. Runt Santa Rosa Temascatío är det tätbefolkat, med 276 invånare per kvadratkilometer. Närmaste större samhälle är Irapuato, 15,4 km sydväst om Santa Rosa Temascatío. Trakten runt Santa Rosa Temascatío består till största delen av jordbruksmark.